# Джалі

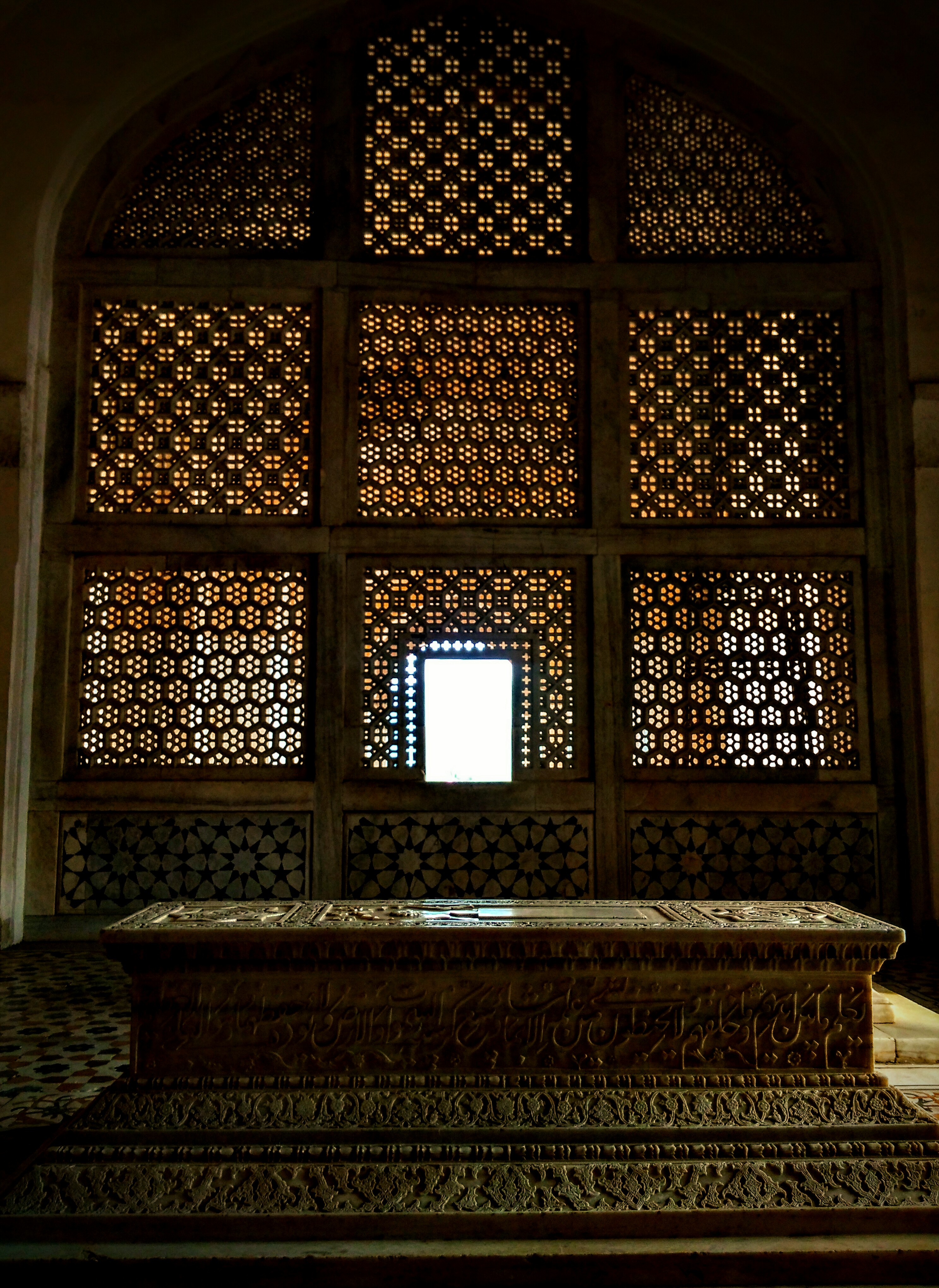
Джалі екрани в гробниці Акбара Великого поблизу Агри, Індія

Джалі або джаалі (jālī, що означає «сітка») — перфорований камінь або решітчаста ширма, зазвичай з орнаментальним візерунком, створеним за допомогою каліграфії, геометрії або природних візерунків. Ця форма архітектурного оздоблення поширена в індо-ісламській архітектурі та в цілому в індійській архітектурі.  Схожі до арабських машрабій.
За словами Ятіна Пандья, джалі пропускає світло і повітря, мінімізуючи сонце та дощ. Отвори часто мають майже однакову ширину або менші за товщину каменю, що забезпечує міцність конструкції. Було помічено, що вологі райони, такі як Керала і Конкан, мають більші отвори із загальною меншою непрозорістю, ніж у регіонах із сухим кліматом Гуджарат і Раджастан. 
З широким використанням скла наприкінці 19 століття та компактністю житлових районів у сучасній Індії, джалі роблять рідше через конфіденційність та безпеку. 

## Історія
Ранні роботи джалі з кількома геометричними фігурами були побудовані шляхом різьблення на камені з геометричними візерунками, які вперше з'явилися в Алай Дарваза 1305 року в Делі, окрім Кутуб-Мінара, а пізніше Моголи використовували дуже тонко різьблені рослинні орнаменти, як у Таджі Махал. Вони також часто додавали інкрустацію pietra dura, використовуючи мармур і напівдорогоцінне каміння.  
У форті Гваліор, біля воріт Урвахі, є 17-рядковий напис, датований 1553 роком, з іменами деяких майстрів та їхніх творінь. Одним з них є Хеду, який був експертом з «Gwaliyai jhilmili», тобто екрану джалі, створеного в стилі Gwalior.  Гробниця періоду Великих Моголів Мухаммеда Гауса, побудована в 1565 році нашої ери в Гваліорі, чудова своїми кам’яними джалі.  У багатьох будинках Гваліора 19 століття використовувалися кам’яні джалі. Джалі широко використовуються в готелі Usha Kiran Palace в Гваліорі, колишньому гостьовому будинку Scindia.

## Музейні колекції
Деякі з джалі знаходяться у великих музеях США та Європи. До них належать Музей мистецтв Індіанаполіса  і Музей мистецтв Метрополітен  та Музей Вікторії та Альберта. 

## Ілюстрації

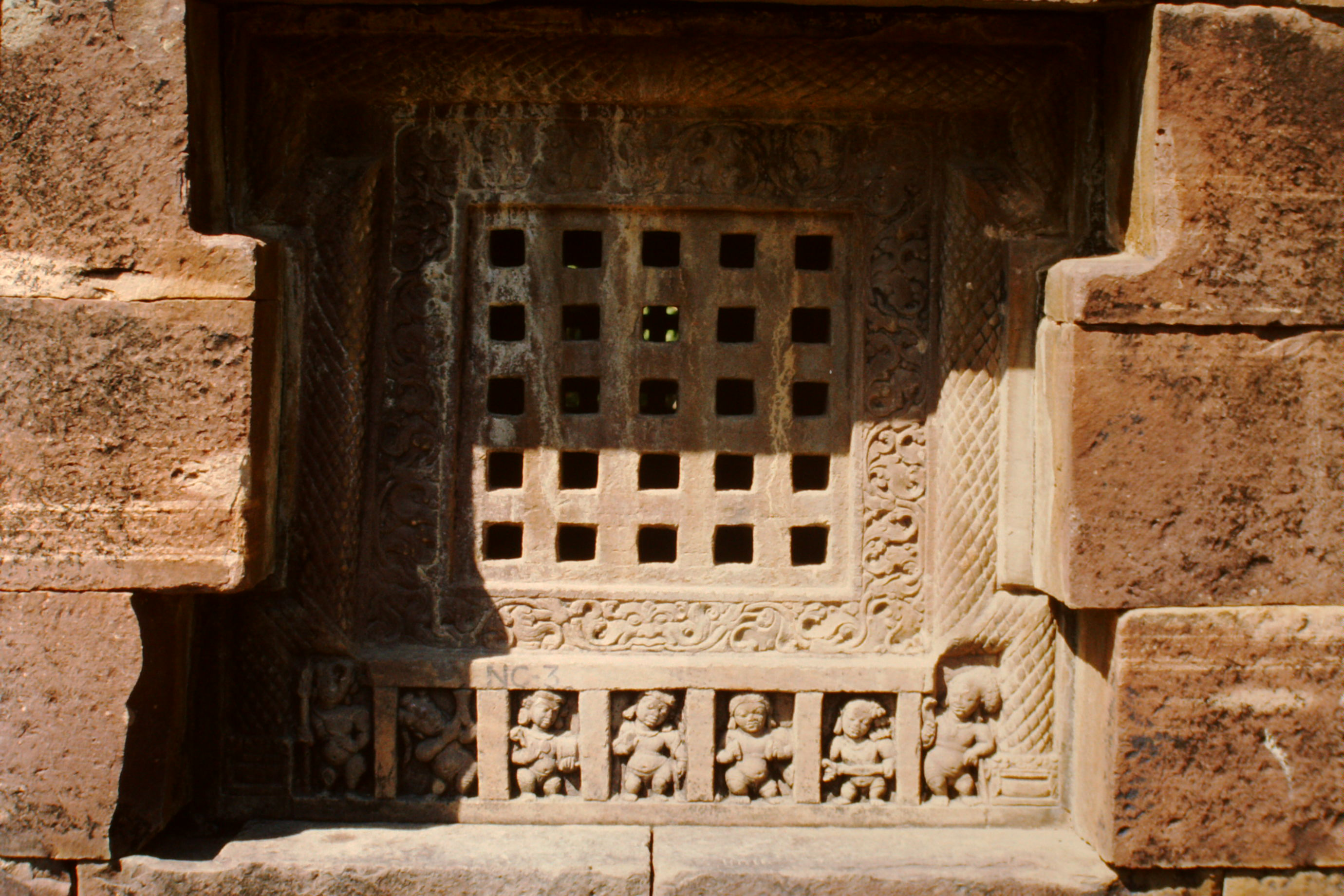
Начна Парваті-Храм Джалі, період Гупта
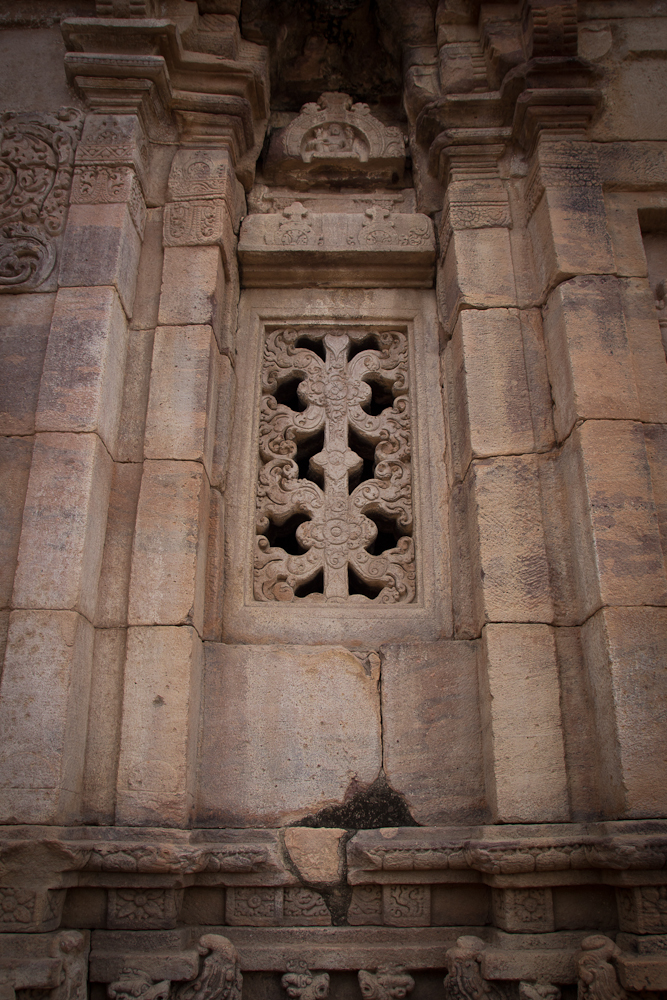
Вікно Паттадакал
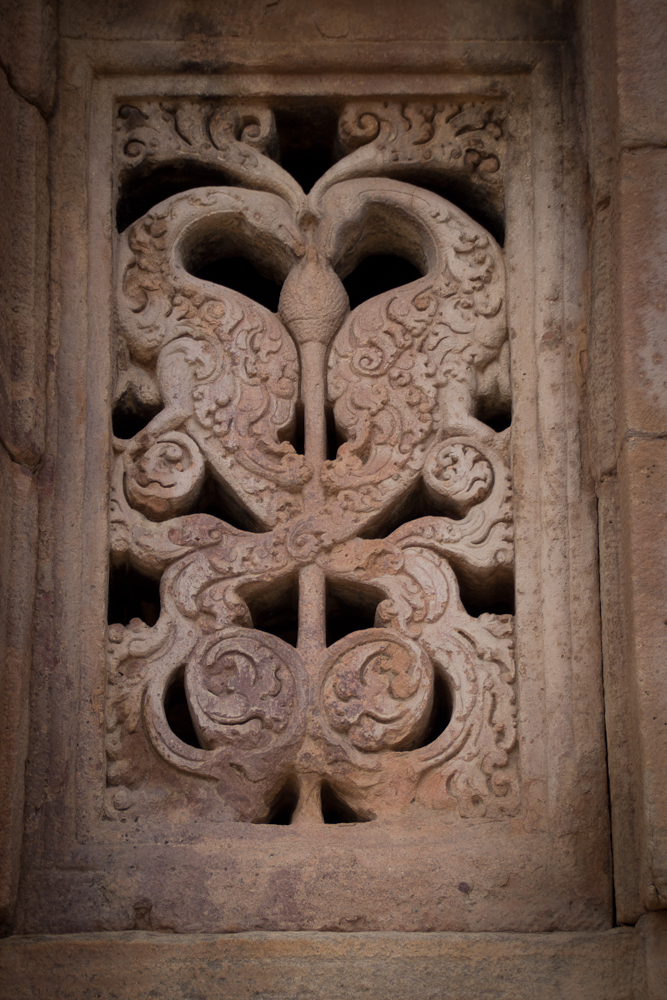
ще одне вікно в Паттадакалі
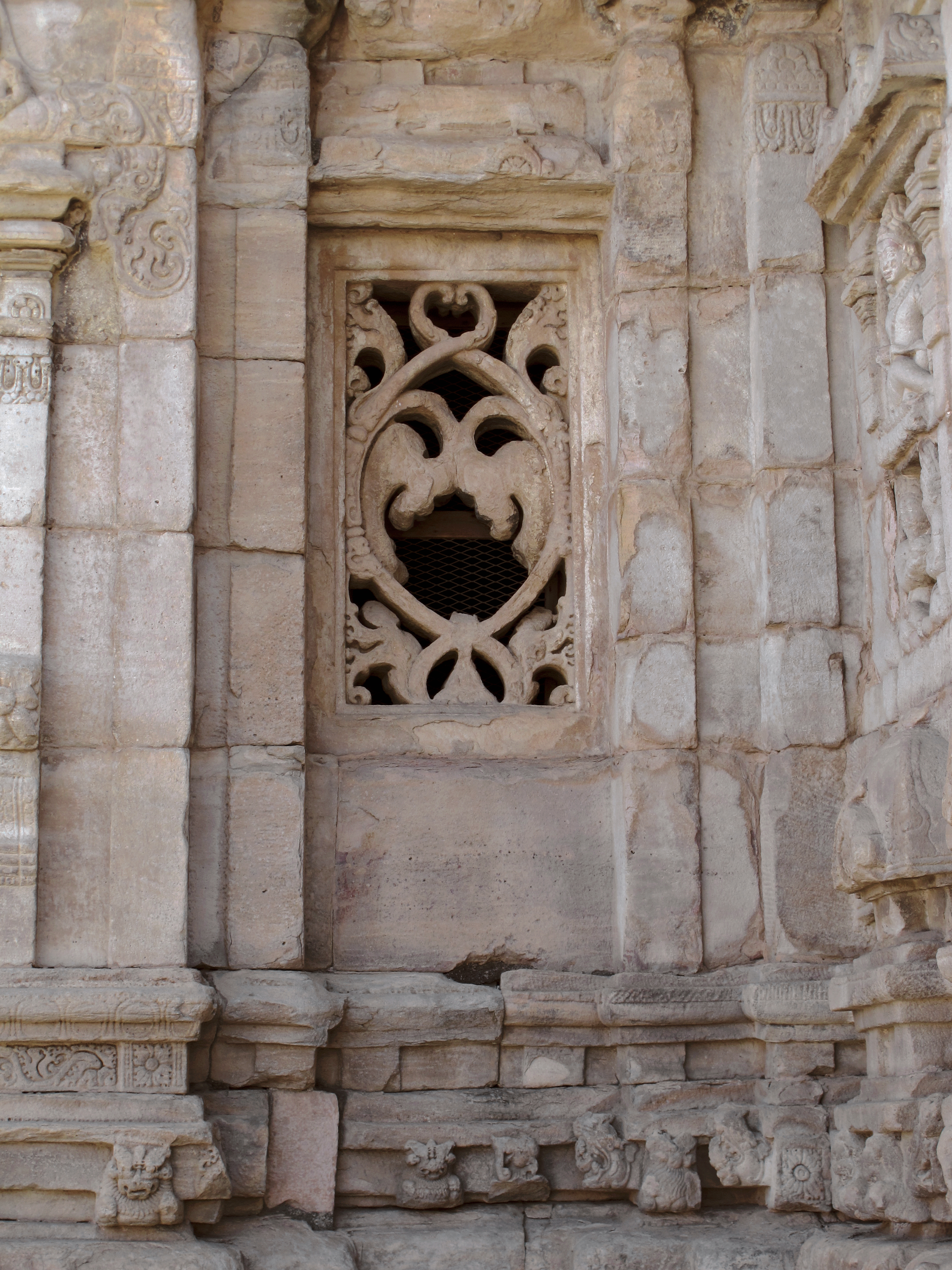
Вікно храму Паттадакал Вірупакса
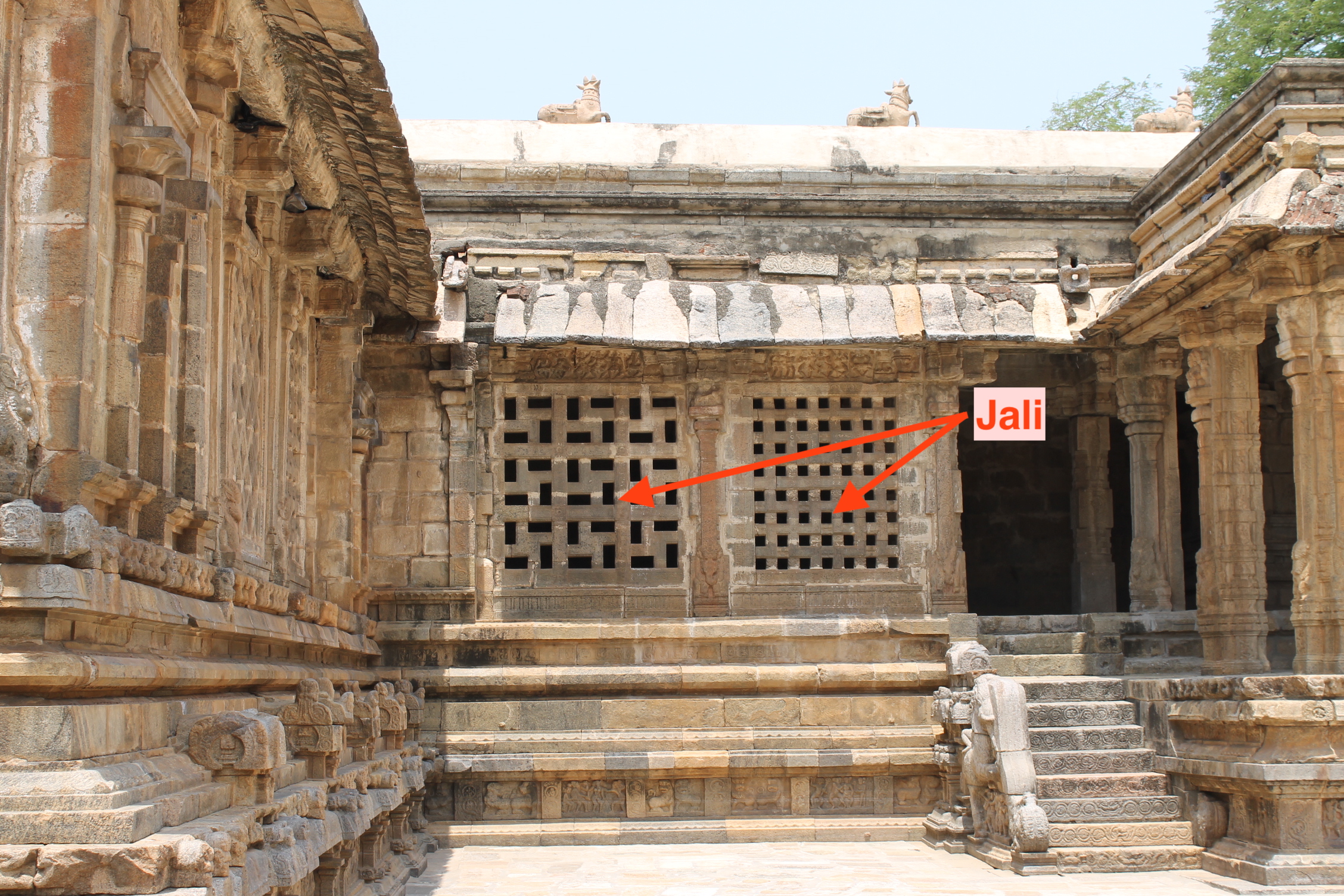
Храм Чола
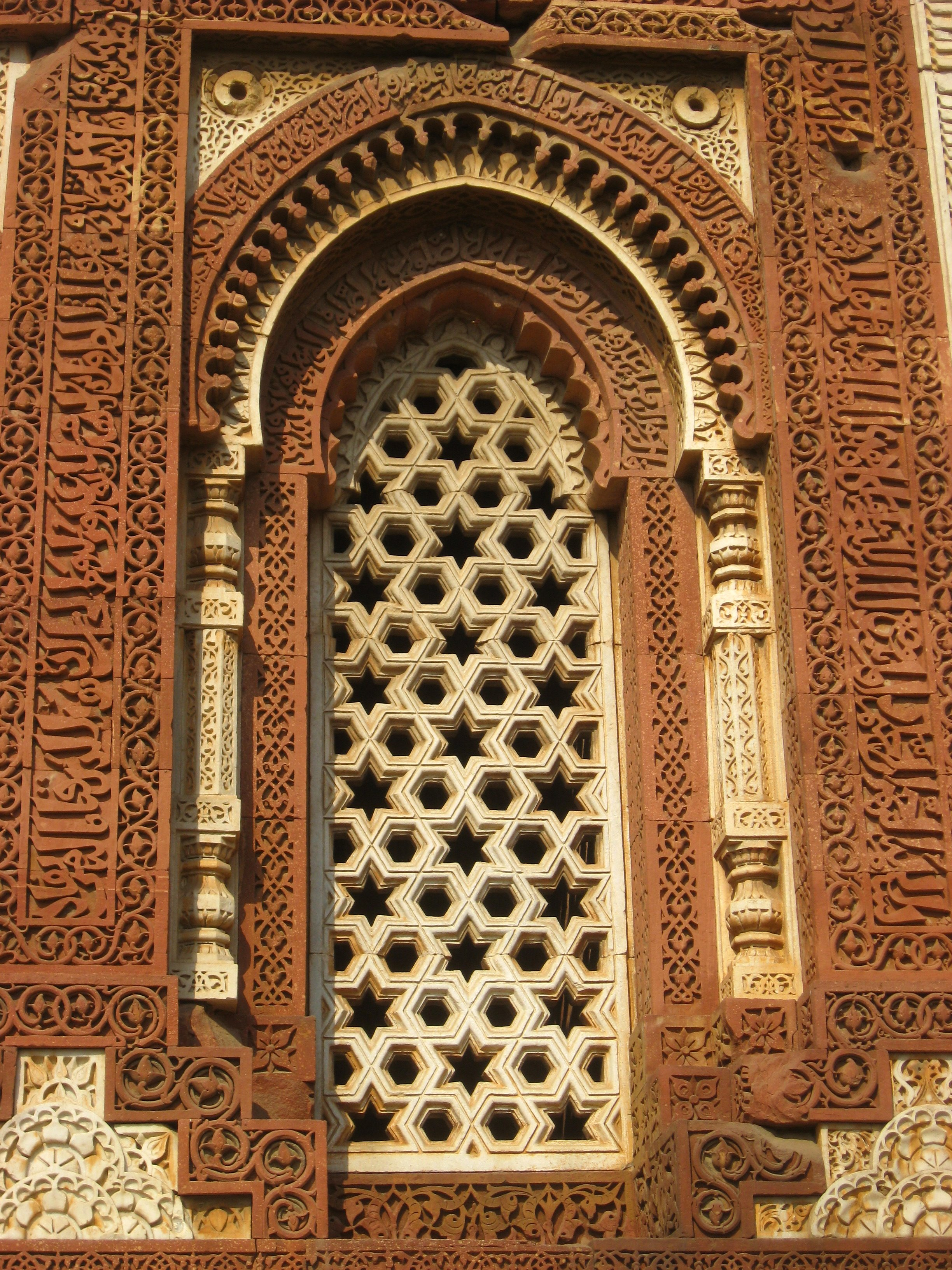
Вікно в Алай Дарваза, комплекс Кутб
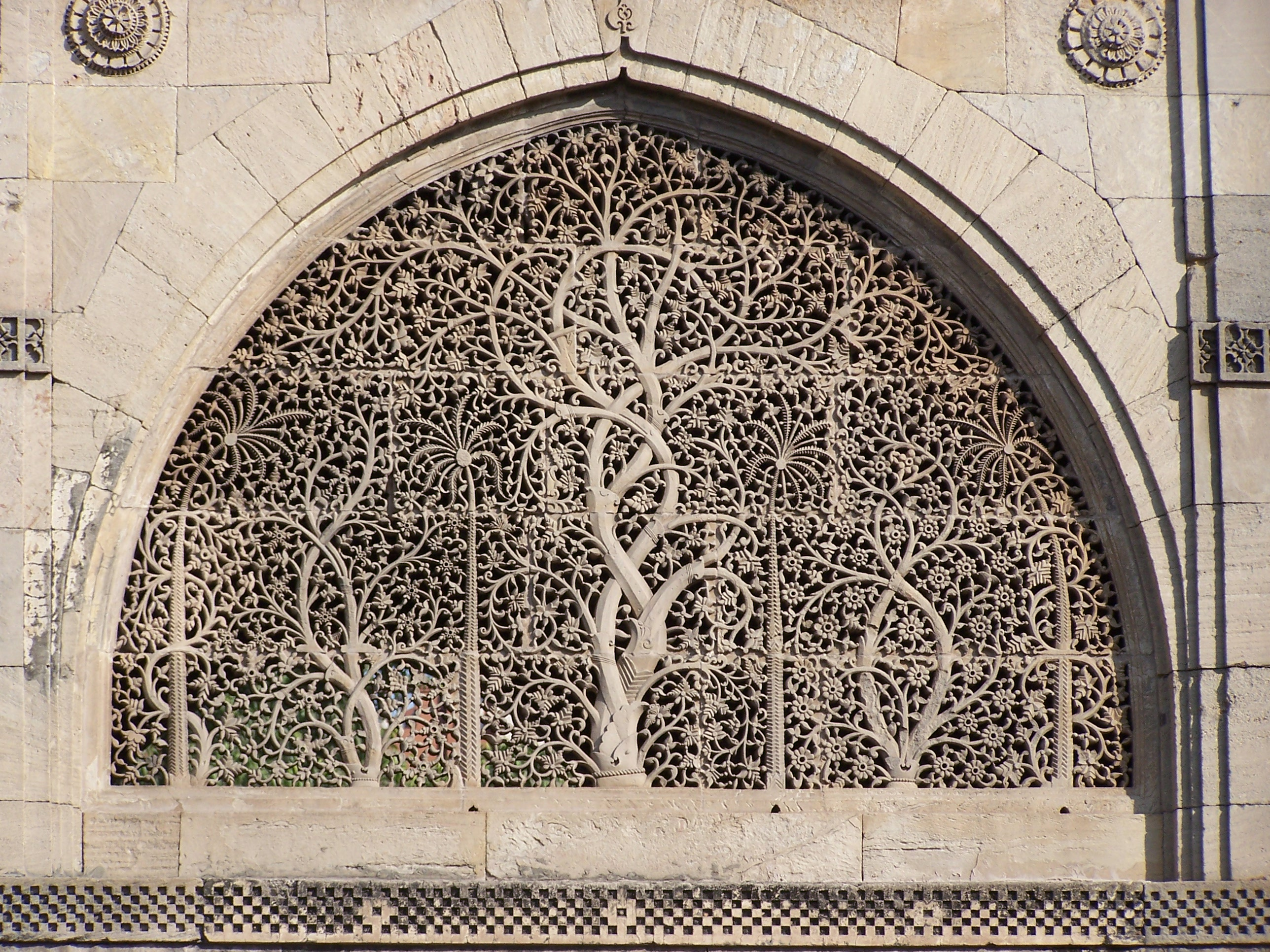
Джалі в мечеті Сіді Сайєда в Ахмедабаді з традиційним індійським мотивом дерева життя
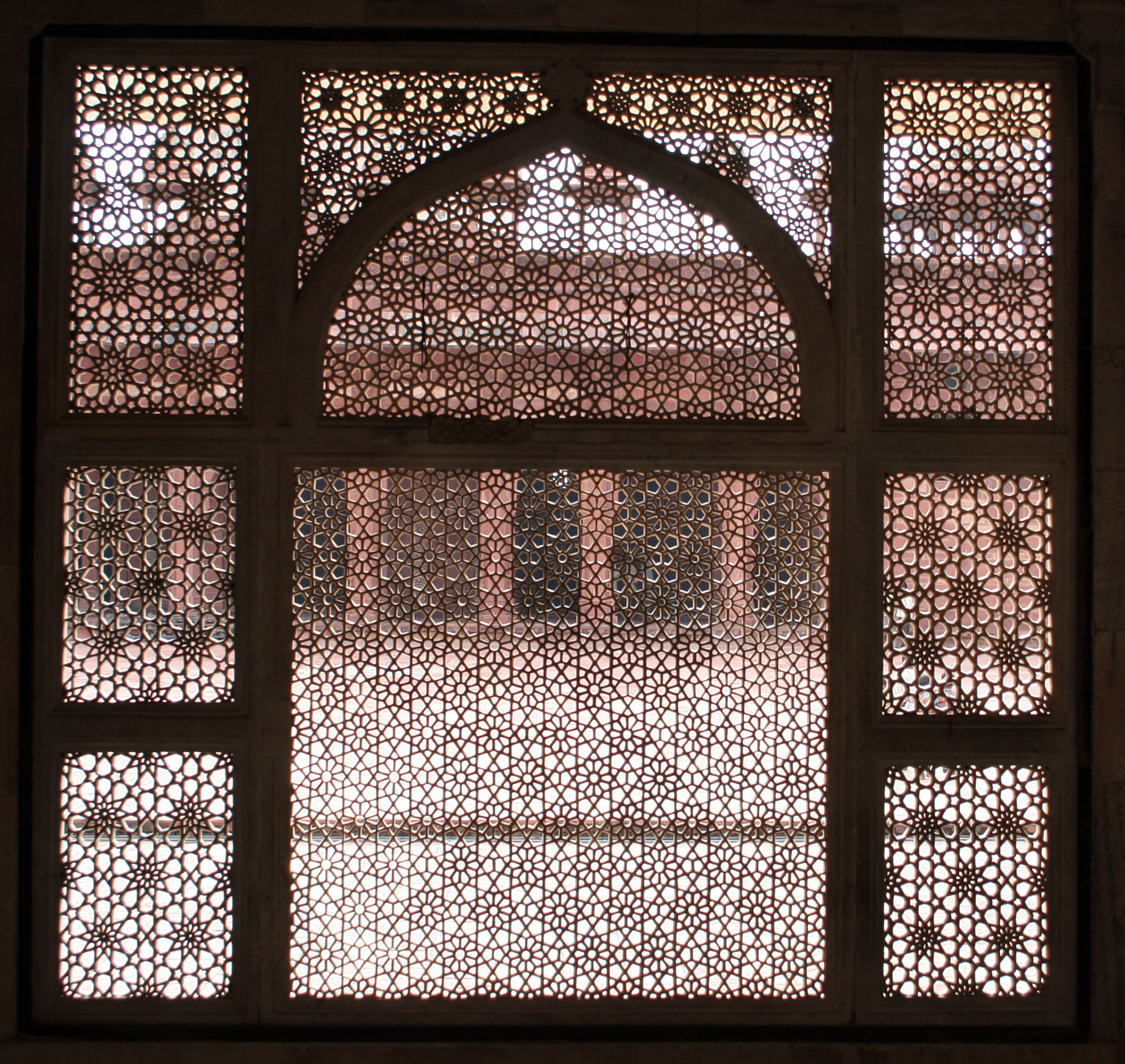
Джалі біля гробниці Саліма Чішті, Фатехпур Сікрі показує ісламські геометричні візерунки, розроблені в Західній Азії
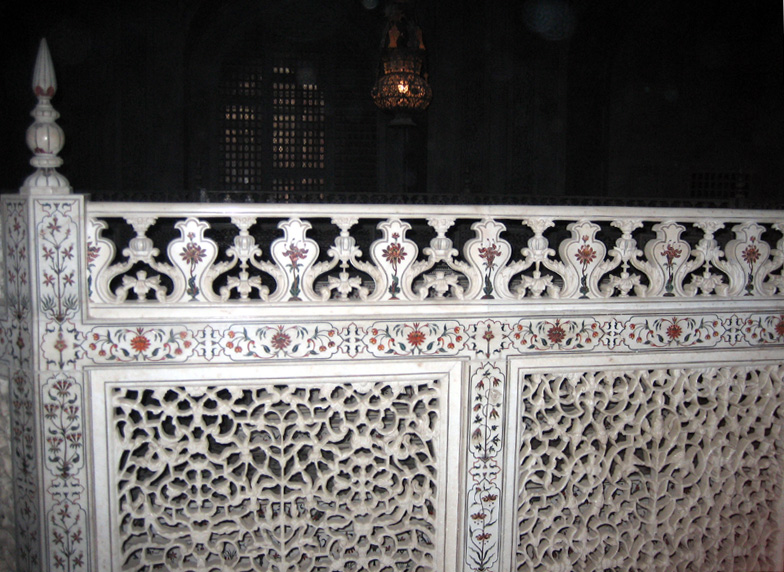
Деталі мармурових ширм Джалі навколо королівських кенотафів, Тадж-Махал
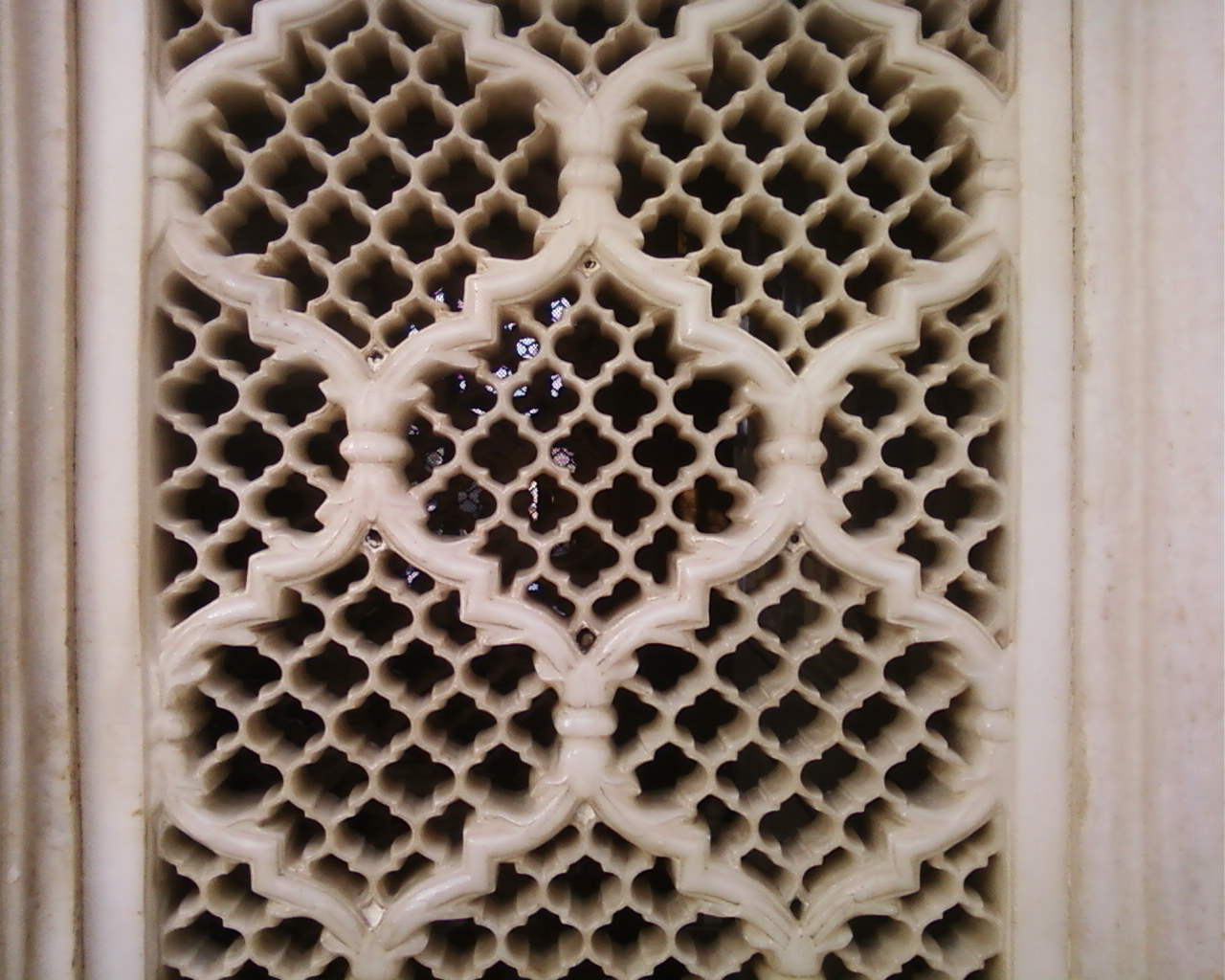
Джалі в Бібі Ка Макбара, Аурангабад із типовими індійськими мотивами
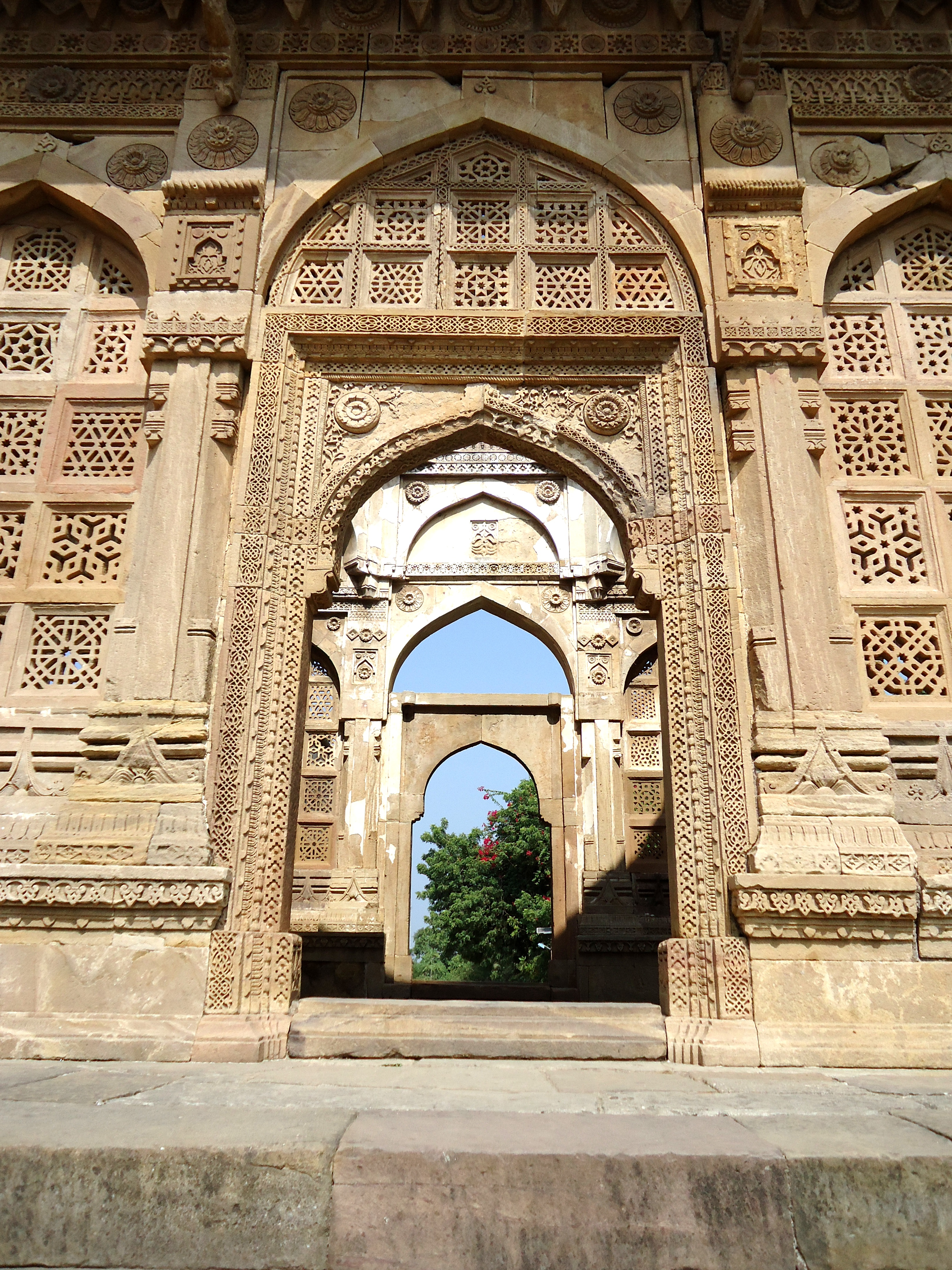
Jali в Champaner використовує традиційні індійські геометричні візерунки та ісламську геометрію
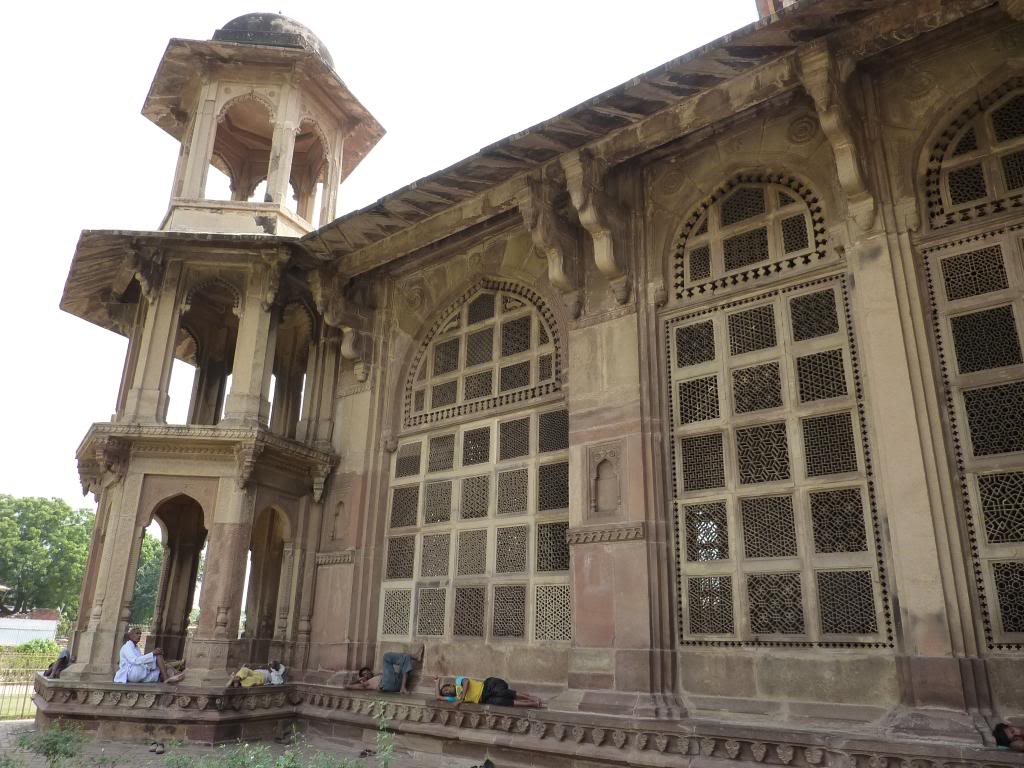
Джаліс у гробниці Мохаммеда Гауса Гваліор
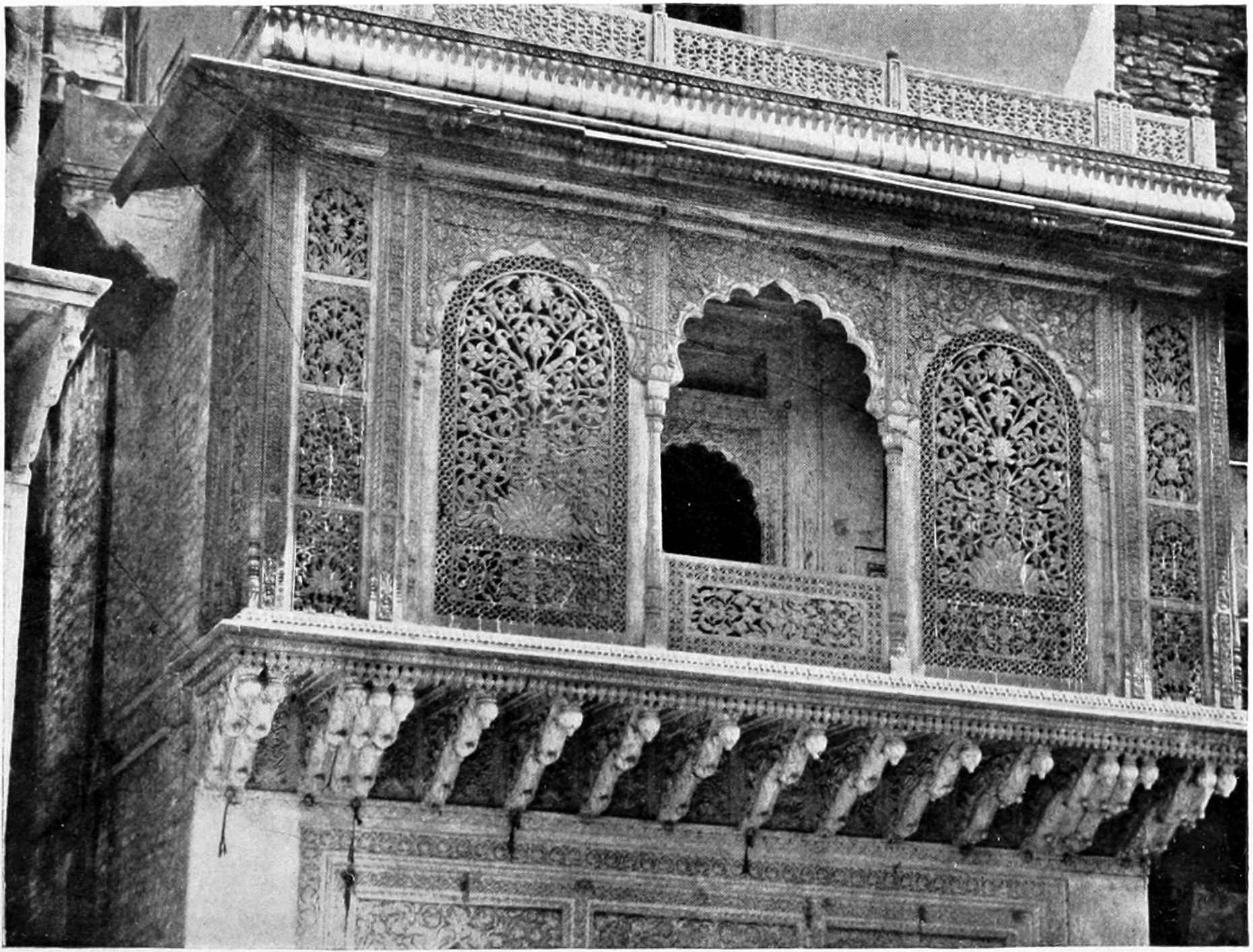
Будинки 19 століття в Гваліорі